# Ptilocephala sicheliella
Ptilocephala sicheliella is een vlinder uit de familie zakjesdragers (Psychidae). De wetenschappelijke naam van deze soort is voor het eerst geldig gepubliceerd in 1858 door Bruand.
De soort komt voor in Europa.